# Портилье, Герард Йозеф
Герард Йозеф Портилье (нидерл. Gerard Jozef Portielje; 6 февраля 1856, Антверпен — 18 мая 1929, Ремих, Гревенмахер в Люксембурге) — бельгийский художник.

## Биография
Сын художника Яна Портилье (1828—1903). Его брат Эдвард (1861—1949) также был художником.
После окончания антверпенской коммерческой школы с 1870 года обучался в Королевской Академии изобразительных искусств Антверпена. Ученик Полидора Бофо и Жозефа ван Лериуса.
В 1887 году совершил путешествие в Вогезы и Эльзас, в 1898 году — в Англию, где писал пейзажи.
В начале Первой мировой войны (1914) бежал через Остенде в Англию, до 1919 года жил в графстве Суррей). Писал пейзажи и виды загородных вилл.
Активного участия в выставках бельгийских художников в изгнании не принимал. В 1919 году вместе с семьей вернулся в Антверпен, где вновь занялся живописью.
До 1925 работал учителем рисования церковной школы.
Умер в 1929 году. Похоронен на антверпенском кладбище Схонселхоф.

## Творчество
Герард Йозеф Портилье специализировался, в основном, в жанровой живописи. Часто его картины изображают сцены, которые произошли в сельской местности: заезжих дворах, школах, кузницах, нотариальных конторах, тавернах и др. Персонажи его полотен, написаны, обычно, в шутливой манере, будь то карточная игра, отдых охотников и их сборы на охоту, подвыпившие музыканты, сценки в сапожной мастерской, школьные учителя и их непослушные ученики. Салоны интерьера и таверн на картинах художника всегда щедро украшены вином или пивом.
Многие сцены, кажется, написаны в начале или середине XIX века. Даже одежда и аксессуары его персонажей почти никогда прямо не указывают на время, когда Портилье создал их.
В 1897 году он создал дизайн почтовой марки, посвящённой Всемирной выставке в Брюсселе. Иллюстратор. Ныне репродукции многих его картин помещены на календарях, которые печатаются в Антверпене.
Картины художника хранятся в Музее изобразительных искусств Антверпена и Национальной галерее Виктории в Мельбурне.